# サトノレイナス
サトノレイナス（欧字名:Satono Reinas、2018年2月26日 - ）は、日本の競走馬。2020年の阪神ジュベナイルフィリーズ2着、2021年の桜花賞2着などの実績がある。
馬名の意味は、冠名＋スペイン語で「女王たち」を意味する言葉。

## デビュー前
2018年2月26日にノーザンファームで誕生。当歳時に「バラダセールの18」としてセレクトセールに上場され、全兄であるサトノフラッグの馬主である里見治によって1億円 (税抜) で落札された。その後、兄のいる美浦の国枝栄厩舎に入厩した。

## 戦績

### 2歳時 (2020年)
2020年6月7日東京の新馬戦にて初出走を迎えた。クリストフ・ルメールが騎乗し、出遅れながらも直線でジュラメントを差し切って3/4馬身差をつけて勝利し、デビューを飾った。次走は間隔を空け、10月4日中山のサフラン賞に出走。道中後方集団に控え、直線一気の競馬でテンハッピーローズを捉え2連勝を飾った。3戦目にして初重賞・G1挑戦となった阪神ジュベナイルフィリーズ（阪神JF）では重賞2連勝中であったソダシとの対決が注目され、同馬に次ぐ2番人気（4.4倍）に支持された。最後の直線ではゴール寸前で一瞬先に抜け出したソダシを捉え先頭に立つが、ソダシに首の上げ下げで差し返されてしまいハナ差で敗れた。安藤勝己は後に自身の記事でこの時のレースの様子を「いかにも子どもっぽいというか、あれこれ気を遣って走っているという感じだった。まだぜんぜん全力を出し切っていない。それでも、最後は勝ち馬とハナ差の接戦に持ち込むのだから、力はある」と分析し、この記事の時点で3歳馬となっていたサトノレイナスの将来性を評価した。

### 3歳時 (2021年)
トライアル競走を使わずに阪神JFから桜花賞へ直行するルートを選択。牝馬クラシック初戦となった桜花賞では、同じくぶっつけ本番を選択したソダシとの再対決が注目された。その他にもチューリップ賞を制したメイケイエール、クイーンカップを制したアカイトリノムスメなど18頭が出走、その中でサトノレイナスはソダシと人気を分けあい、最終的に3.3倍の1番人気に支持された。レースでは後方16番手に控え、直線ではメンバー最速となる上がり32.9秒の末脚を繰り出すも先に抜け出したソダシにクビ差及ばず2戦連続してソダシの2着に終わり、リベンジとはならなかった。
日本ダービー挑戦
馬主であるサトミホースカンパニーの代表・里見治は当初、オークスへの出走でもかまわないと考えていたという。しかし、調教師の国枝は早い時期から本馬の能力を高く見積もっており、2歳時にクラシック三冠（皐月賞・日本ダービー・菊花賞）の出走登録を済ませてあった。里見は過去にサトノダイヤモンドで日本ダービーでハナ差の2着（勝ち馬はマカヒキ）と悔しい思いをしており、いわばリベンジを果たしてほしいという気持ちから挑戦を決め、4月21日、牝馬としては2014年のレッドリヴェール以来となる出走が陣営より発表された。
迎えた5月30日、日本ダービーは紅一点ながら、無敗の二冠と横山武史のダービー史上最年少制覇に挑むエフフォーリアに次ぐ2番人気となる。レースは外枠から好スタートを切るが、前に馬を置けず、好位外の位置取りになる。結果、4コーナーで先頭に立つかたちとなってしまい、得意の末脚勝負に持ち込めず、5着に敗戦。初めて連対を外す結果とはなったが、着差0.2秒で紅一点ながら掲示板は確保した。
秋は秋華賞からジャパンカップへの出走を予定していると報道されていたが、
夏の放牧中に右トモを骨折していたことが判明し、秋に予定していたプランを白紙に戻すことを発表した。

### 4歳時 (2022年)
陣営は右トモの骨折の療養を続けたものの、回復が見込めないため、同年2月9日付で競走馬登録を抹消した。引退後は、生まれ故郷のノーザンファームで繁殖牝馬となる。

## 競走成績
以下の内容は、JBISサーチおよびnetkeiba.comに基づく。
| 競走日     | 競馬場 | 競走名     | 格  | 距離（馬場）  | 頭 数 | 枠 番 | 馬 番 | オッズ （人気） | 着順 | タイム （上り3F） | 着差 | 騎手        | 斤量 [kg] | 1着馬（2着馬）         | 馬体重 [kg] |
| ---------- | ------ | ---------- | --- | ------------- | ----- | ----- | ----- | --------------- | ---- | ----------------- | ---- | ----------- | --------- | ---------------------- | ----------- |
| 2020.06.07 | 東京   | 2歳新馬    |     | 芝1600m（稍） | 9     | 4     | 4     | 001.40（1人）   | 01着 | R1:37.7（34.1）   | -0.1 | 0C.ルメール | 54        | （ジュラメント）       | 472         |
| 0000.10.04 | 中山   | サフラン賞 | 1勝 | 芝1600m（良） | 11    | 6     | 6     | 002.20（1人）   | 01着 | R1:35.2（34.0）   | -0.2 | 0C.ルメール | 54        | （テンハッピーローズ） | 476         |
| 0000.12.13 | 阪神   | 阪神JF     | GI  | 芝1600m（良） | 18    | 4     | 7     | 004.40（2人）   | 02着 | R1:33.1（33.9）   | -0.0 | 0C.ルメール | 54        | ソダシ                 | 474         |
| 2021.04.11 | 阪神   | 桜花賞     | GI  | 芝1600m（良） | 18    | 8     | 18    | 003.30（1人）   | 02着 | R1:31.1（32.9）   | -0.0 | 0C.ルメール | 55        | ソダシ                 | 474         |
| 0000.05.30 | 東京   | 東京優駿   | GI  | 芝2400m（良） | 17    | 8     | 16    | 005.10（2人）   | 05着 | R2:22.7（34.0）   | -0.2 | 0C.ルメール | 55        | シャフリヤール         | 474         |

## 繁殖成績
|       | 馬名                 | 生年   | 性 | 毛色   | 父             | 馬主 | 厩舎 | 戦績 |
| ----- | -------------------- | ------ | -- | ------ | -------------- | ---- | ---- | ---- |
| 初仔  | サトノレイナスの2024 | 2024年 | 牝 | 黒鹿毛 | サトノクラウン |      |      |      |
| 2番仔 | サトノレイナスの2025 | 2025年 | 牡 | 鹿毛   | イクイノックス |      |      |      |

- 2025年7月15日現在

## 血統表
| サトノレイナスの血統                     | サトノレイナスの血統                                     | サトノレイナスの血統               | （血統表の出典）                   | （血統表の出典） |
| 父系                                     | サンデーサイレンス系（ヘイロー系）                       | サンデーサイレンス系（ヘイロー系） | サンデーサイレンス系（ヘイロー系） |                  |
| 父 ディープインパクト 2002年 鹿毛        | 父の父*サンデーサイレンス Sunday Silence 1986年 青鹿毛   | Halo                               | Hail to Reason                     | Hail to Reason   |
| 父 ディープインパクト 2002年 鹿毛        | 父の父*サンデーサイレンス Sunday Silence 1986年 青鹿毛   | Halo                               | Cosmah                             |                  |
| 父 ディープインパクト 2002年 鹿毛        | 父の父*サンデーサイレンス Sunday Silence 1986年 青鹿毛   | Wishing Well                       | Understanding                      | Understanding    |
| 父 ディープインパクト 2002年 鹿毛        | 父の父*サンデーサイレンス Sunday Silence 1986年 青鹿毛   | Wishing Well                       | Mountain Flower                    |                  |
| 父 ディープインパクト 2002年 鹿毛        | 父の母*ウインドインハーヘア Wind in Her Hair 1991年 鹿毛 | Alzao                              | Lyphard                            | Lyphard          |
| 父 ディープインパクト 2002年 鹿毛        | 父の母*ウインドインハーヘア Wind in Her Hair 1991年 鹿毛 | Alzao                              | Lady Rebecca                       |                  |
| 父 ディープインパクト 2002年 鹿毛        | 父の母*ウインドインハーヘア Wind in Her Hair 1991年 鹿毛 | Burghclere                         | Busted                             | Busted           |
| 父 ディープインパクト 2002年 鹿毛        | 父の母*ウインドインハーヘア Wind in Her Hair 1991年 鹿毛 | Burghclere                         | Highclere                          |                  |
| 母 *バラダセール Balada Sale 2008年 鹿毛 | 母の父Not For Sale 1994年 黒鹿毛                         | Parade Marshal                     | Caro                               | Caro             |
| 母 *バラダセール Balada Sale 2008年 鹿毛 | 母の父Not For Sale 1994年 黒鹿毛                         | Parade Marshal                     | Stepping High                      |                  |
| 母 *バラダセール Balada Sale 2008年 鹿毛 | 母の父Not For Sale 1994年 黒鹿毛                         | Love for Sale                      | Laramie Trail                      | Laramie Trail    |
| 母 *バラダセール Balada Sale 2008年 鹿毛 | 母の父Not For Sale 1994年 黒鹿毛                         | Love for Sale                      | Museliere                          |                  |
| 母 *バラダセール Balada Sale 2008年 鹿毛 | 母の母La Balada 1999年 鹿毛                              | Confidential Tal                   | Damascus                           | Damascus         |
| 母 *バラダセール Balada Sale 2008年 鹿毛 | 母の母La Balada 1999年 鹿毛                              | Confidential Tal                   | Confidentiality                    |                  |
| 母 *バラダセール Balada Sale 2008年 鹿毛 | 母の母La Balada 1999年 鹿毛                              | La Baraca                          | Mariache                           | Mariache         |
| 母 *バラダセール Balada Sale 2008年 鹿毛 | 母の母La Balada 1999年 鹿毛                              | La Baraca                          | La Bambuca                         |                  |
| 母系(F-No.)                              | バラダセール(ARG)系(FN:7)                                | バラダセール(ARG)系(FN:7)          | バラダセール(ARG)系(FN:7)          |                  |
| 5代内の近親交配                          | Lyphard 4×5 = 9.38%                                      | Lyphard 4×5 = 9.38%                | Lyphard 4×5 = 9.38%                |                  |

- 母バラダセールは2011年のポージャ・デ・ポトランカス（アルゼンチン1000ギニー）、セレクシオン大賞（アルゼンチンオークス）優勝馬。
- 全兄サトノフラッグは2020年の弥生賞ディープインパクト記念優勝馬。